# ドップラー (ビル)
ドップラー（英語: Doppler）は、ワシントン州シアトルにある高さ160mのオフィスビルでAmazon.comの本社がある。アマゾンがウェストレイクセンターとマグラースクウェアの近くの7番街の交差点に位置するデニー・トライアングル地区で開発している三つの塔キャンパスの一つであり、3,800名の従業員がいる。タワーの名前のDopplerは音声コントロールスピーカーのAmazon Echo(2014年発売)の内部でのコードネームを指す。Amazon Tower IやRufus 2.0 Block 14としても知られる。

## 建設
シアトルの建築設計企業のNBBJによって設計されたアマゾンキャンパスは、2012年後期に市の計画開発部からの承認を得て2013年6月に Sellen Constructionの監督の下、Tower 1の建設に着工した。タワーは2015年2月に上棟式が行われ2015年12月4日にオープンした。

## デザイン
37階建てのビルは5階建ての会議室のほか、円形劇場とステージ（スタジアムスタイルの座席は2000人）、6階建ての地下駐車場（1064スペース）があり、1階にはスターバックス、スキレット・ストリート・フード、マリネ、マムーン、アナール、ポッベリー・サンドイッチ・ショップ、チンクエ・テレー・リストランテ、地元のシェフ・ジョッシュ・ヘンダーソンの2軒のレストランなど、店舗やレストランにリースされた小売スペースもある。3ブロックキャンパス全体をカバーするこのプロジェクトは、LEEDゴールド認定を受ける目的もある。 ファサードには、日の時間に応じて色を変化させて光を反射するためにダイクロガラスを使用している。
この場所は、過去に7番街のウェストレイク・タワーとして知られている31階建ての複合用途高層ビル建設を提案された。しかしながら、4年間保留になった後計画は2012年にキャンセルされた。